# Manoir Boucher-De Niverville
Le manoir Boucher-De Niverville est une résidence historique située au 168, rue Bonaventure à Trois-Rivières au Québec (Canada). Construit au milieu du XVIIe siècle, il est l'un des rares édifices de Trois-Rivières qui date du régime français. Il a été classé immeuble patrimonial le 30 mars 1960.

## Histoire
Le 5 mai 1646, la Compagnie des Cent-Associés concède une terre à François de Champflour, le gouverneur de Trois-Rivières,. Trois ans plus tard, il la vend à Jacques Leneuf de La Poterie, un commerçant travaillant dans la traite des fourrures.
Vers 1668, il fait construire une maison, probablement en colombage, de deux étages. Sa résidence, qui était hors du bourg, comprenait des dépendances, cour et jardin. En 1729, le fief est vendu à François Chastelain (aussi appelé Jean-François Chastelain), un officier des compagnies franches de la marine et seigneur de Sainte-Marguerite. Ce dernier remplaça le colombage par une structure de maçonnerie et allongea la maison pour lui donner son aspect actuel.
En 1761, au décès de François Chastelain, ce dernier lègue la maison à sa fille Marie-Josephte et à son mari Joseph-Claude Boucher de Niverville. Né en 1715, il est le descendant de Pierre Boucher. Il commença sa carrière dans les troupes de marine de l'Armée de terre française en 1734 comme cadet. Lors de la guerre de Succession d'Autriche, il combattit en Acadie et en Nouvelle-Angleterre. En 1749, il participa à une expédition en Ohio. De 1750 à 1753, il participa à l'expédition infructueuse visant à découvrir la mer de l'Ouest dirigée par Jacques Le Gardeur de Saint-Pierre. En 1755, il dirigea avec des Abénaquis la prise du fort William Henry. En 1758 et 1759, il passait son temps à recruter des guerriers amérindiens, en plus de prendre part à la bataille de Carillon. Il participa aussi en 1760 à la bataille de Sainte-Foy. Il s'embarque pour la France l'année même.
Il reçut la croix de Saint-Louis en 1763, mais déçut du sort réservé aux soldats canadiens, il est de retour au pays l'année même. Il devint surintendant des Affaires indiennes du district de Trois-Rivières lors de la guerre d'indépendance des États-Unis, poste qu'il conserva jusqu'en 1796. Il participa, malgré ses 60 ans, comme milicien du côté des Britanniques. Il fut ensuite juge de paix de Trois-Rivières entre 1780 et 1798. En 1790, il fut nommé colonel du bataillon de milice de Trois-Rivières. Il prit sa retraite de la milice en 1803, à l'âge de 88 ans et meurt l'année suivante, ce qui en fait le dernier chevalier de Saint-Louis mort au Canada.
Le manoir reste dans la famille Boucher de Niverville encore une quarantaine d'années. Le petit-fils de Joseph-Claude, Louis-Charles Boucher de Niverville a été avocat, député fédéral et provincial et maire de Trois-Rivières. Il passe ensuite entre les mains de plusieurs propriétaires. Il échappe à l'incendie de Trois-Rivières de 1908 qui détruit une bonne partie de la ville. En 1940 il est acheté par le comité du tricentenaire et en dernier lieu acheté par la ville même en 1951.
Le 30 mars 1960, le manoir est classé monument historique. Il est restauré en 1972 et en 1977, une aire de protection est ajoutée au classement.

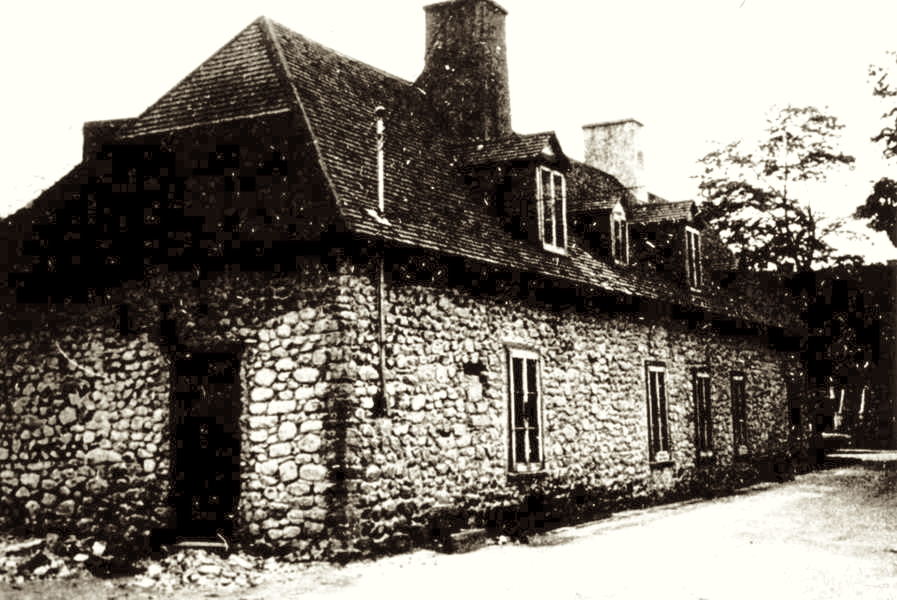
Le manoir Boucher-De Niverville en 1880.
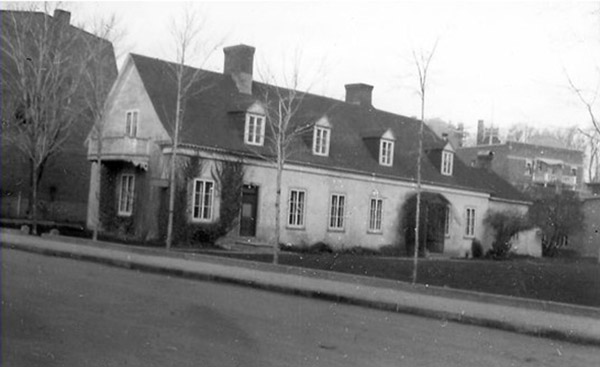
Août 1928.

## Architecture

Emblème du manoir Boucher-De Niverville.

Le manoir Boucher-De Niverville a un plan rectangulaire orienté perpendiculairement à la rue Bonaventure. La structure est en maçonnerie de pierre, bien que la plus vieille partie ait probablement été en colombage. Le plancher est bas et peu dégagé du sol. Les ouvertures sont disposées de façon asymétrique. Les fenêtres à battants sont ornées de petits carreaux avec des contrevents doubles. Le toit a une pente aiguë à croupes et est recouvert de bardeaux de cèdre. La structure est d'origine, ce qui en fait l'une des plus vieilles maisons du Québec. Le manoir est un archétype typique de maison rurale d'inspiration française.
À l'intérieur, les murs sont blanchis et agrémentés de plinthes noircies à la suie. Les foyers sont en pierre de taille.

## Tourisme
Exploité conjointement avec le musée Boréalis, le manoir présente une exposition sur la vie bourgeoise en Nouvelle-France.

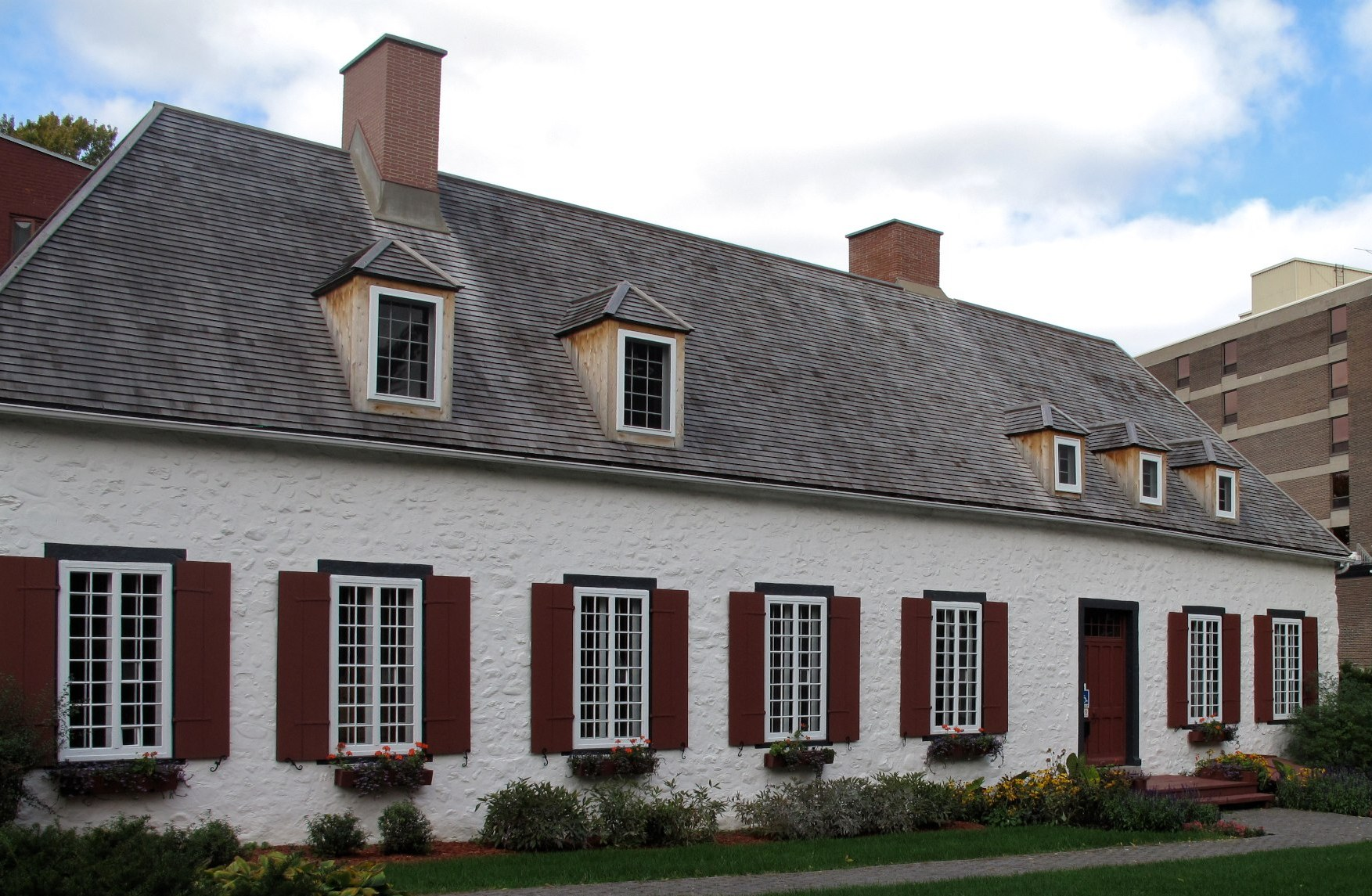
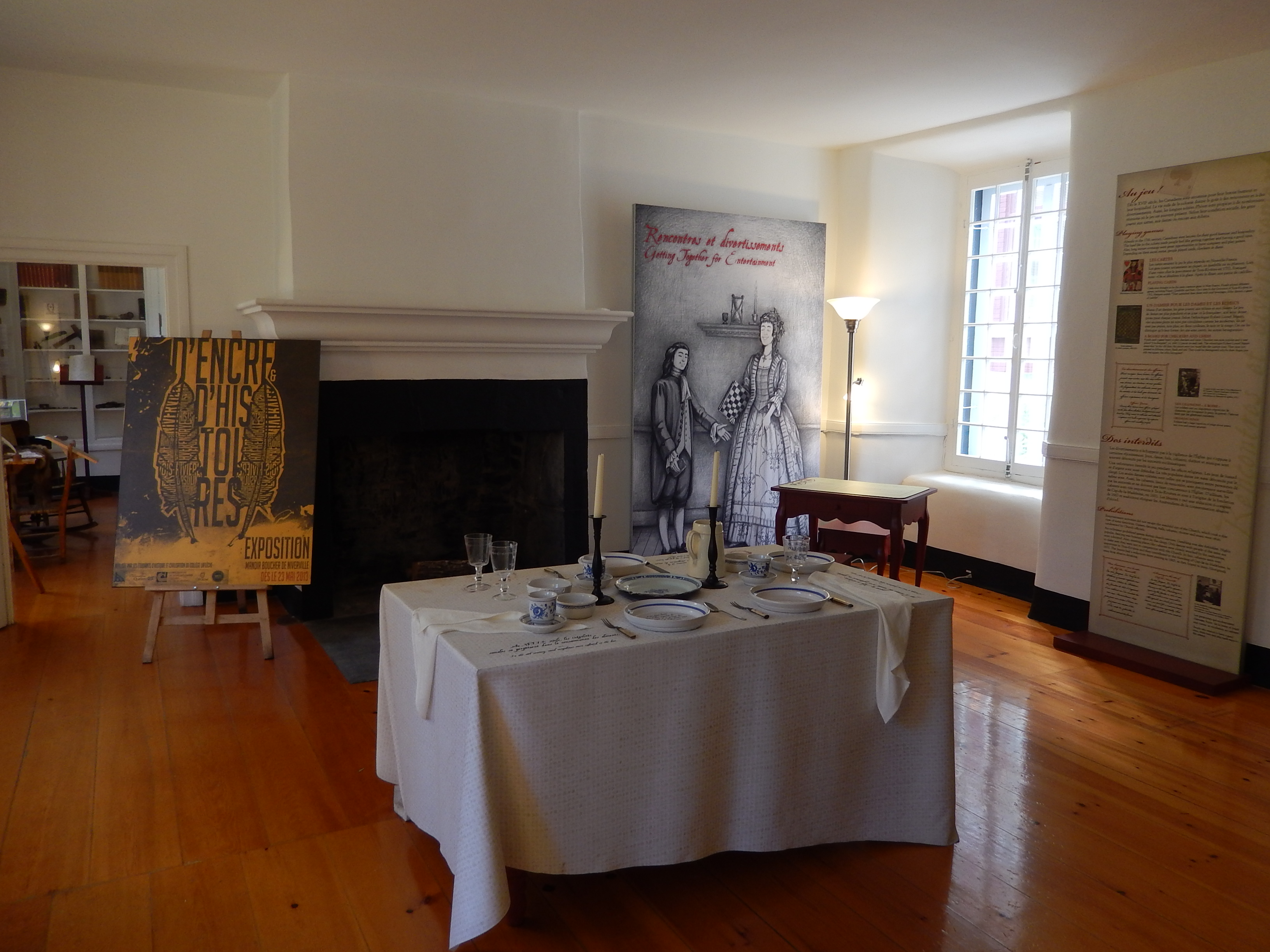
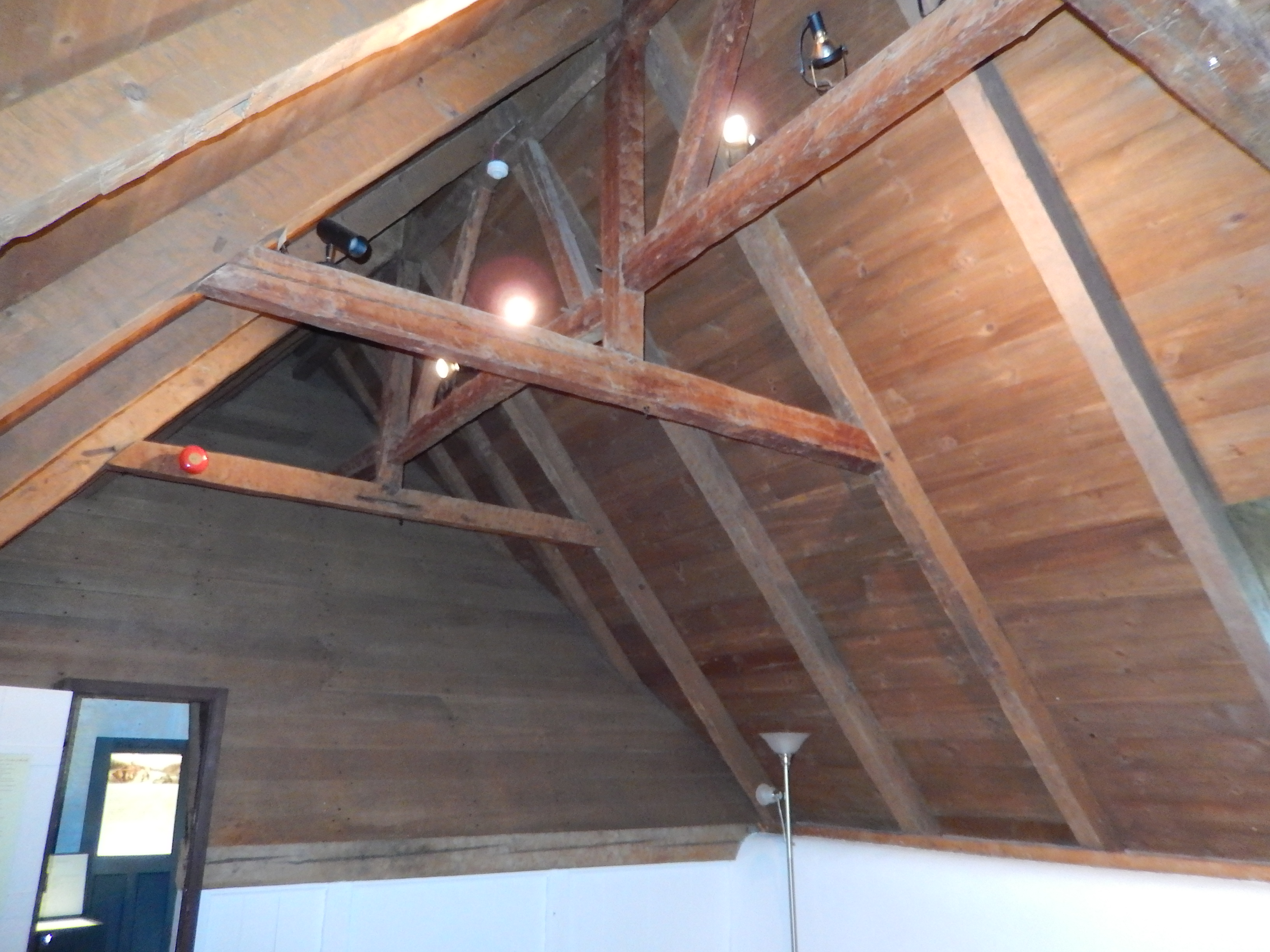
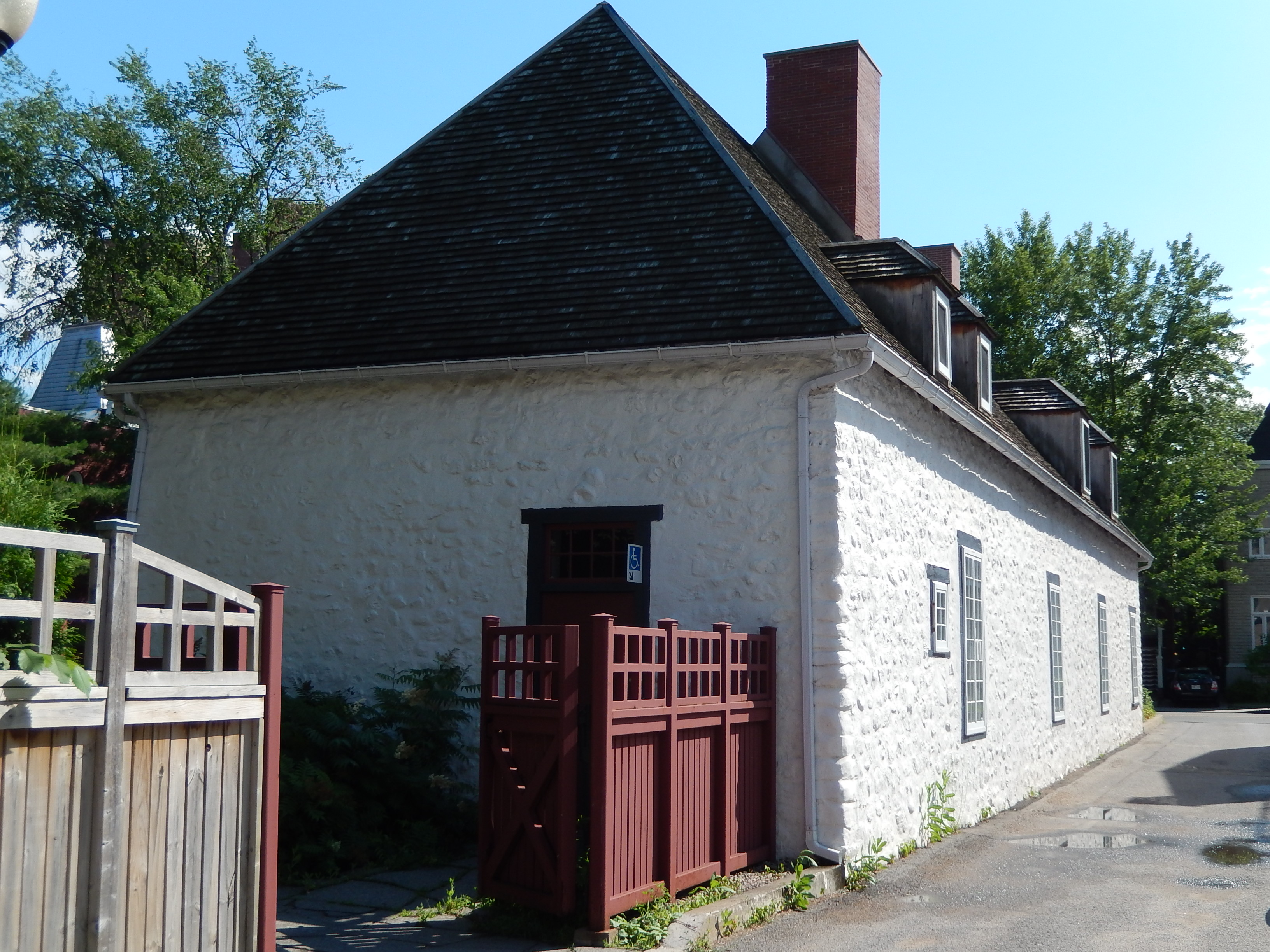
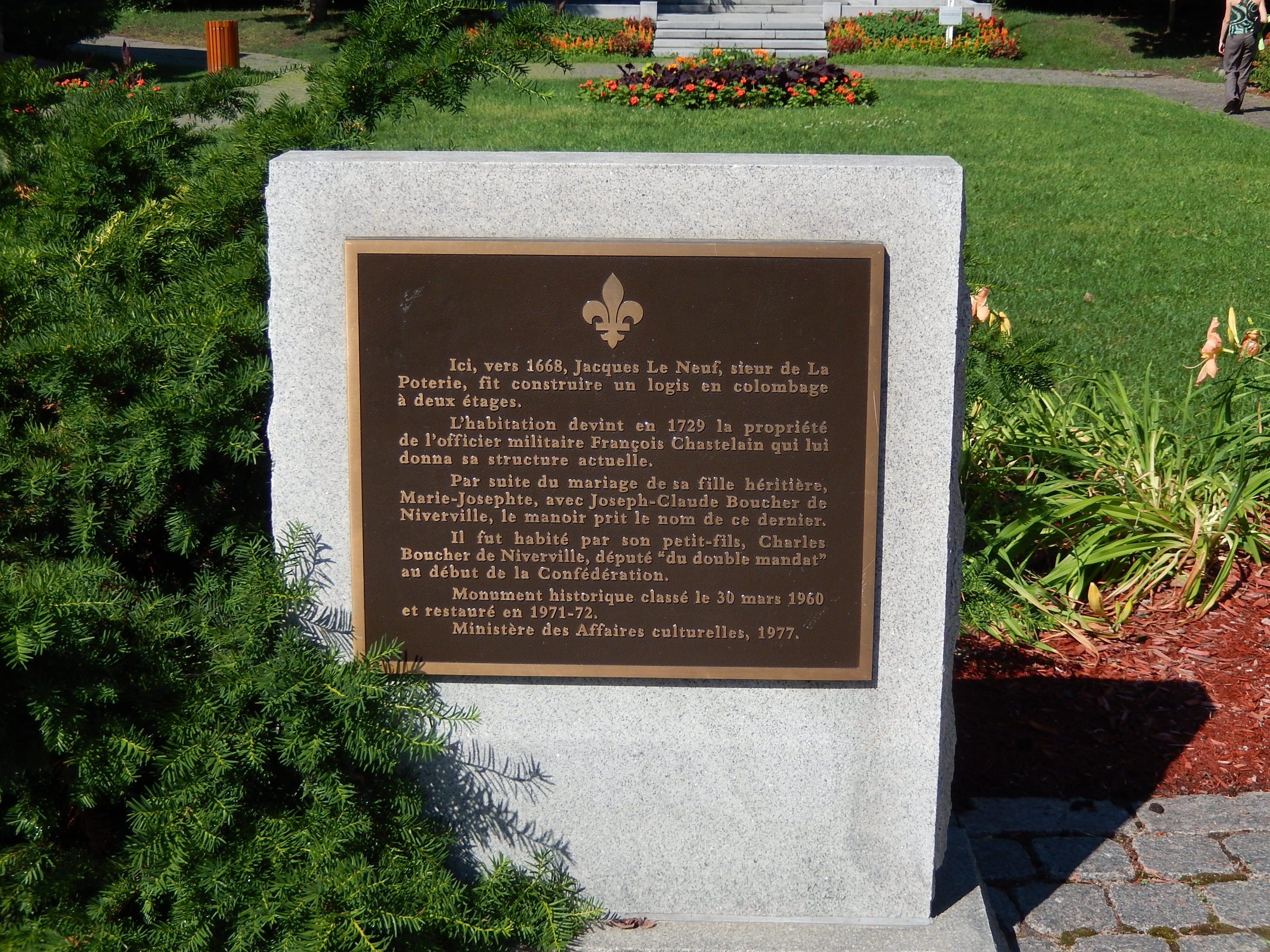